# スベア・ノーレン
スベア・ノーレン（Svea Norén、1895年10月5日 - 1985年5月9日）は、スウェーデン出身の女性フィギュアスケート選手。1920年アントワープオリンピック女子シングル銀メダリスト。

## 経歴
- 1913年世界フィギュアスケート選手権に出場し2位となる。のちに第一次世界大戦の勃発により1922年まで開催中止。
- 1920年アントワープオリンピックで銀メダルを獲得。
- 1922年、再開された世界フィギュアスケート選手権で2位、翌年は3位となる。

## 主な戦績
| 大会/年      | 1912-13 | 1919-20 | 1921-22 | 1922-23 |
| ------------ | ------- | ------- | ------- | ------- |
| オリンピック |         | 2       |         |         |
| 世界選手権   | 3       |         | 2       | 3       |